# 葡萄糖
葡萄糖（法语、德语，又称血糖、玉米葡糖、玉蜀黍糖）是自然界分布最广、且最为重要的一種单醣。它主要由植物和大多數藻類利用陽光能量進行光合作用，將水和二氧化碳轉化而成。植物利用它來製造纖維素（世界上最豐富的碳水化合物），用於構建細胞壁，所有生物都利用它來製造三磷酸腺苷 (ATP)，細胞將其用作能量。
葡萄糖在生物能量學中是所有生物體最重要的能量來源。葡萄糖以聚合物的形式儲存，植物中為澱粉（主要成分是直鏈澱粉和支鏈澱粉），動物中為肝糖。葡萄糖在動物的血液中以血糖形式循環。天然存在的形式是D-葡萄糖，而其立體異構物L-葡萄糖則以相對少量合成，且生物活性較低。葡萄糖是一種含有六個碳原子和一個醛的單醣，因此是一種己糖（分子式為C6H12O6）。葡萄糖分子可以以開鏈（非環狀）以及環狀形式存在。葡萄糖是天然存在的，並且以游離態存在於水果和植物的其他部分。在動物中，它通過稱為糖原分解的過程從肝糖分解而釋放。
靜脈注射形式的葡萄糖溶液已列入世界衛生組織基本藥物標準清單之中。葡萄糖與氯化鈉（食鹽）的組合也已列入前述藥物標準清單中。

## 歷史
1747年，德國化學家馬格拉夫自葡萄乾中分離出少量的葡萄糖。1838年，由法國化學家尚-巴蒂斯特·杜馬正式命名為。由於葡萄糖在生物體中的重要地位，了解其化學組成和結構成為19世紀有機化學的重要課題，1892年德國化學家費歇爾確定了葡萄糖的鏈狀結構及其立體異構體，並因此獲得1902年諾貝爾化學獎。
奧托·邁爾霍夫（德國）因發現葡萄糖的代謝作用而於1922年獲得諾貝爾生理學或醫學獎。漢斯·馮·奧伊勒-切爾平（瑞典）與阿瑟·哈登（英國）共同獲得1929年的諾貝爾化學獎，以表彰他們"對糖發酵的研究以及他們在這一過程中對酶的貢獻"。 1947年，貝爾納多·奧賽（阿根廷，因其發現腦下垂體在葡萄糖代謝和衍生碳水化合物代謝中的作用）以及格蒂·科里與丈夫卡爾·斐迪南·科里（美國，因其發現肝糖由葡萄糖轉化的過程）共同獲得諾貝爾生理學或醫學獎。1970年，路易·弗德里科·萊洛伊爾（法裔阿根廷籍）因發現碳水化合物生物合成中葡萄糖衍生的糖核苷酸而獲得諾貝爾化學獎。

## 異構體

葡萄糖的鏈狀和環狀形式
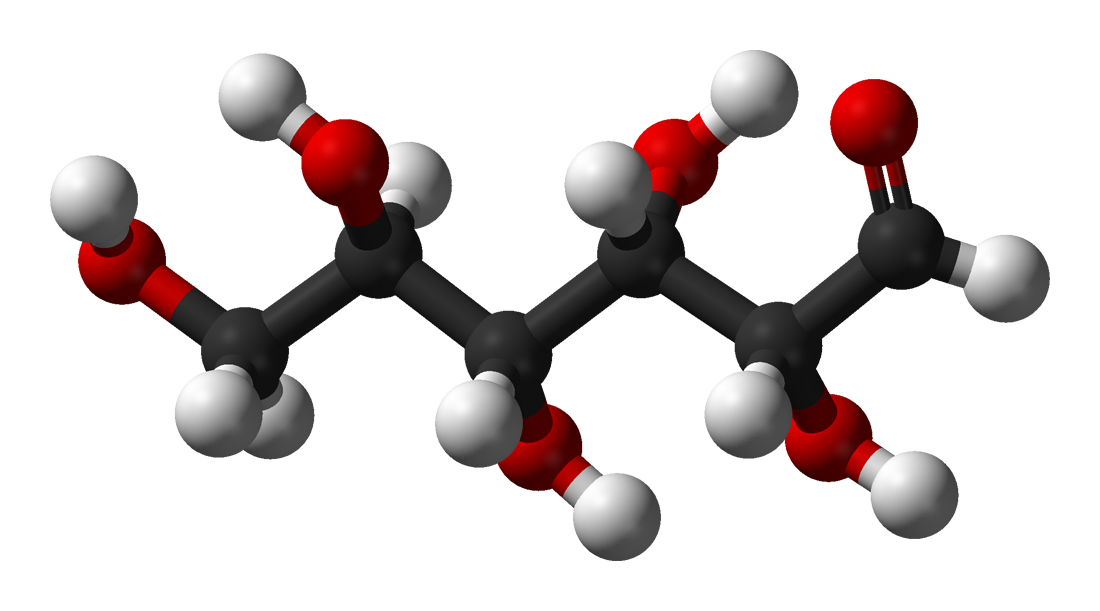
D-葡萄糖的球棒模型
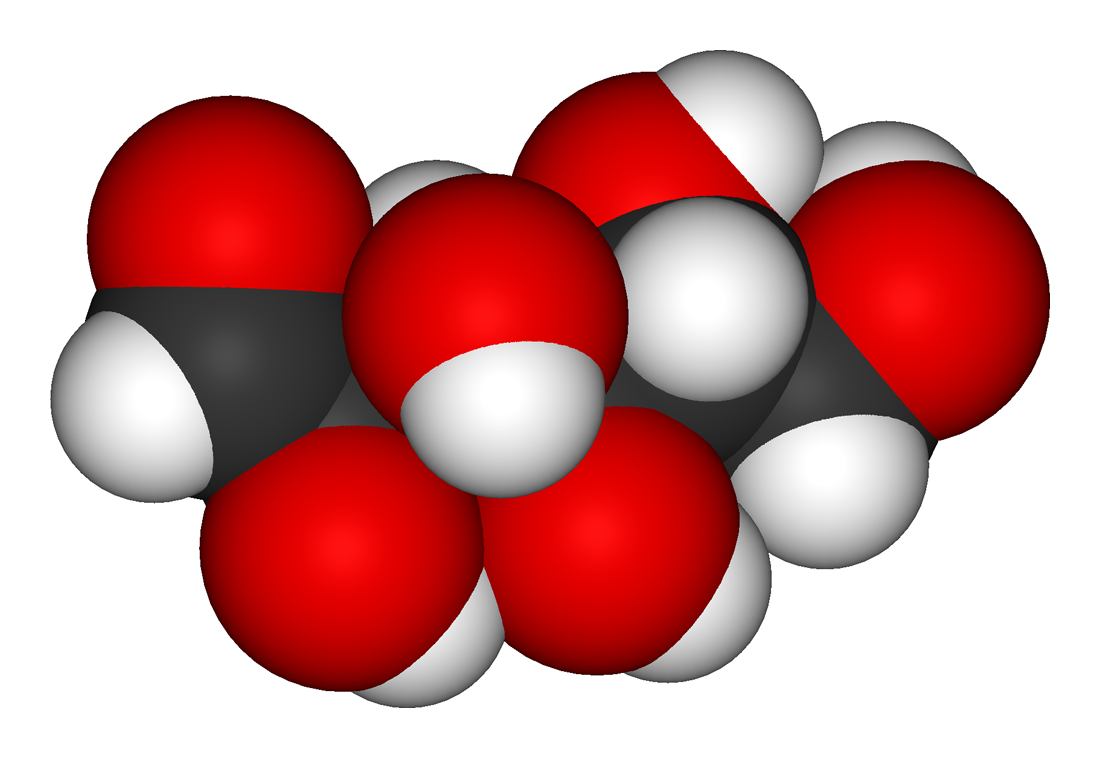
葡萄糖的空間填充模型
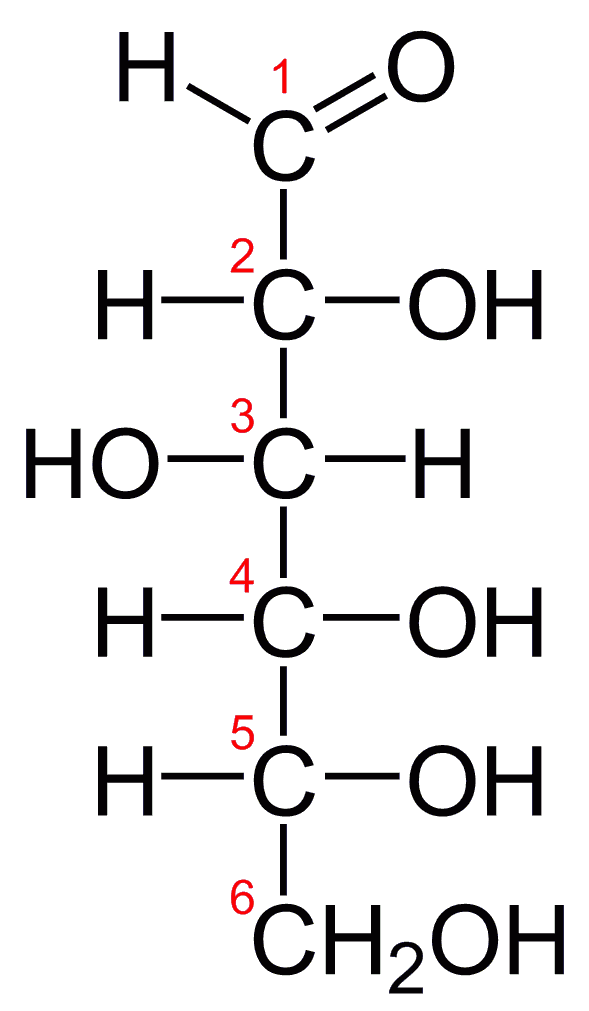
平面化的D-葡萄糖結構式
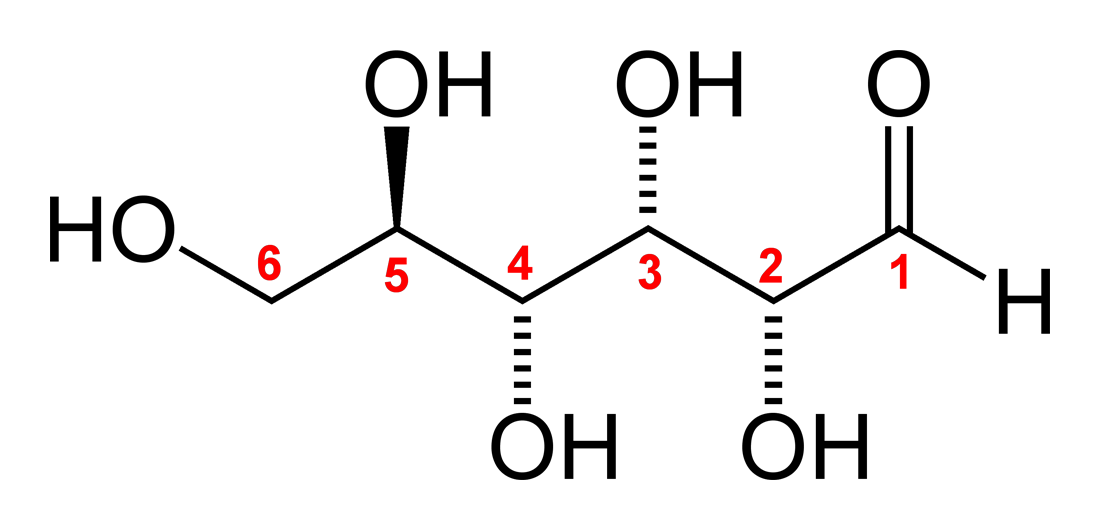
D-葡萄糖的結構
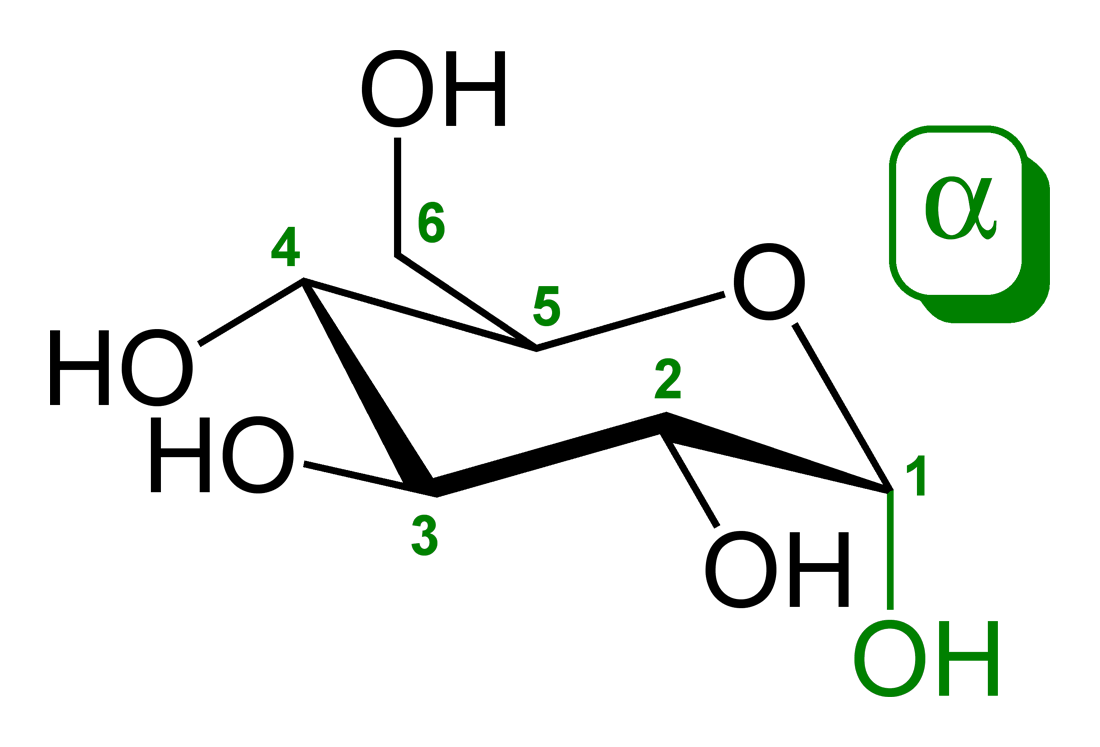
α-D- 吡喃葡萄糖
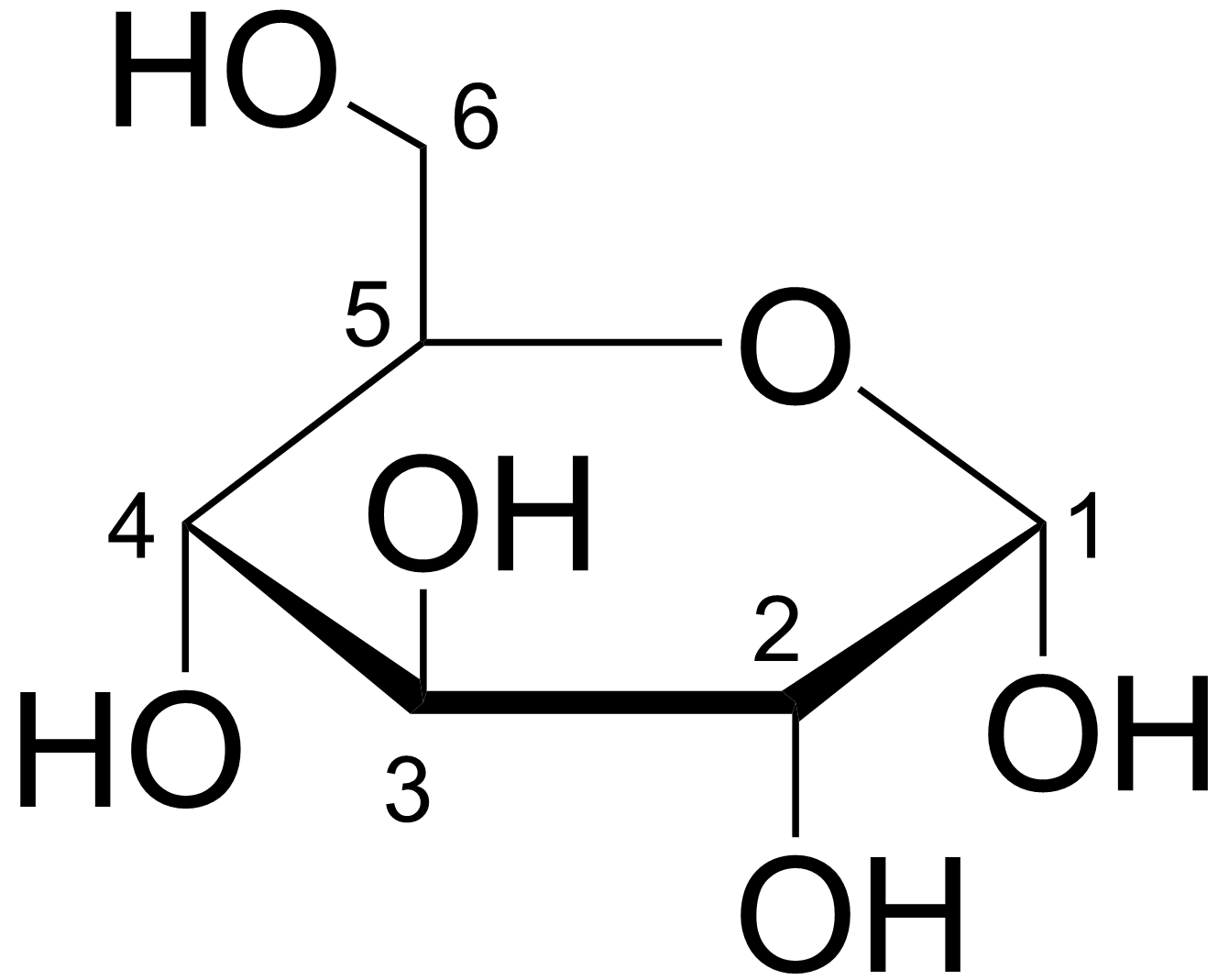
葡萄糖的結構
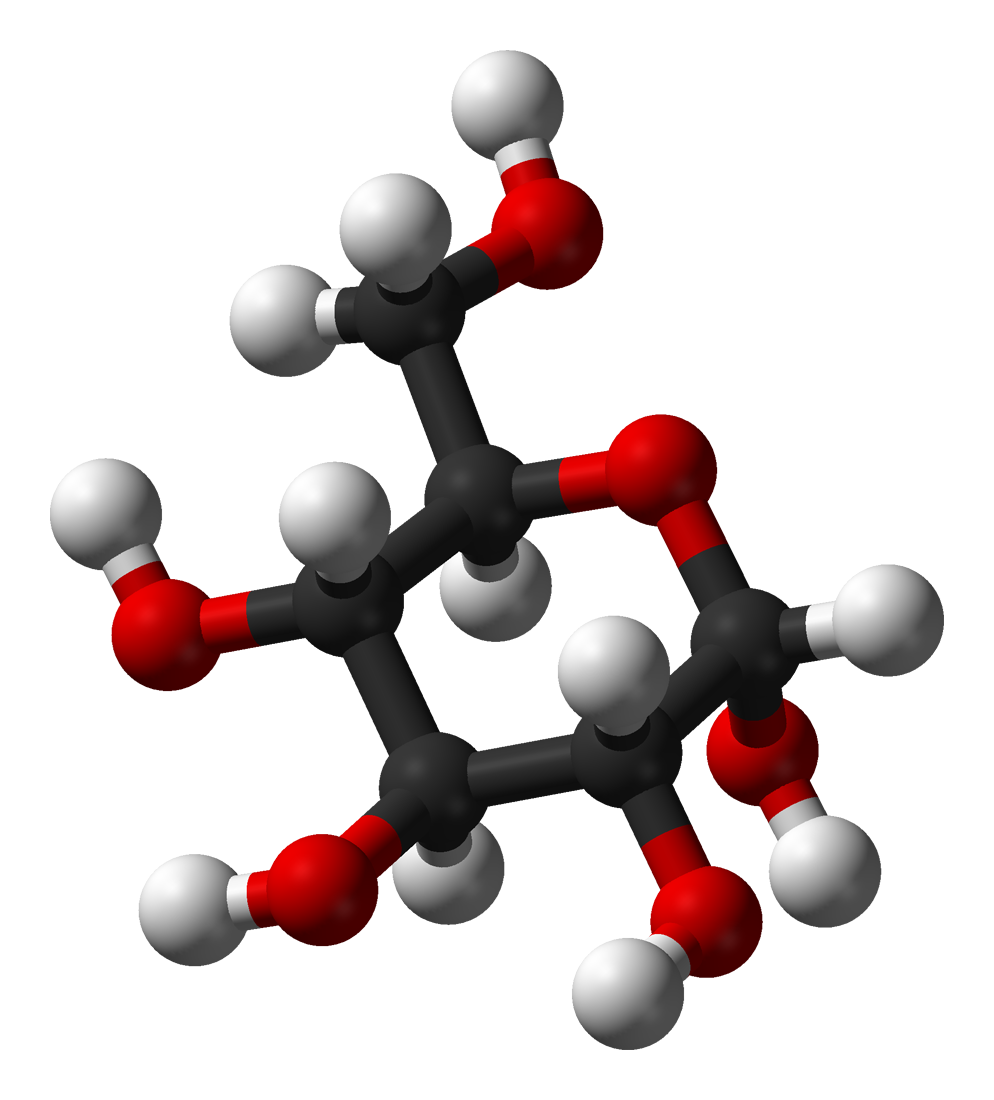
α-D- 吡喃葡萄糖
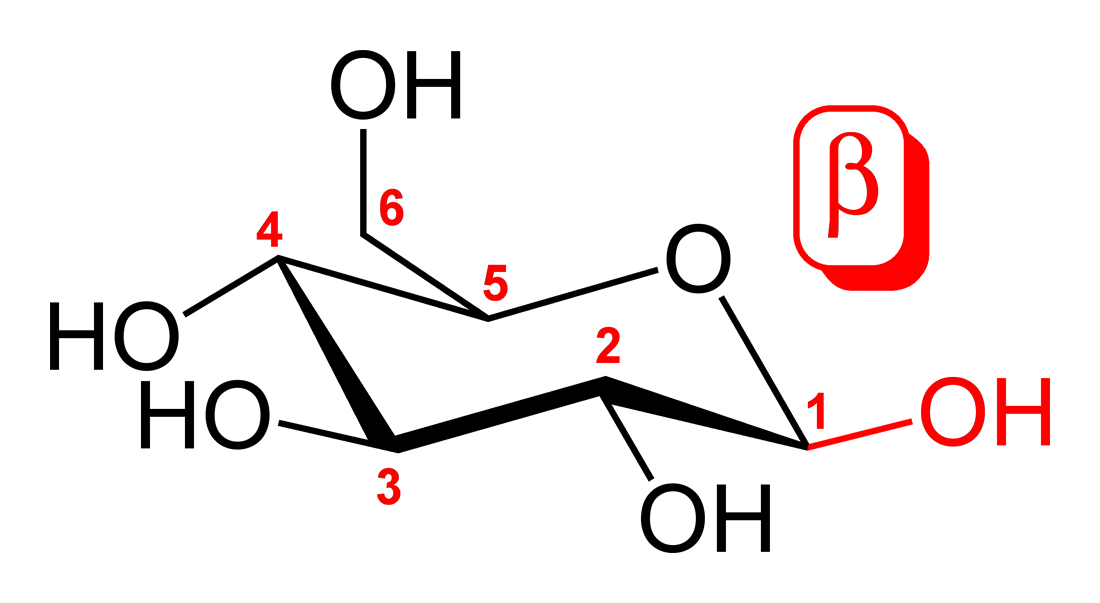
β-D- 吡喃葡萄糖
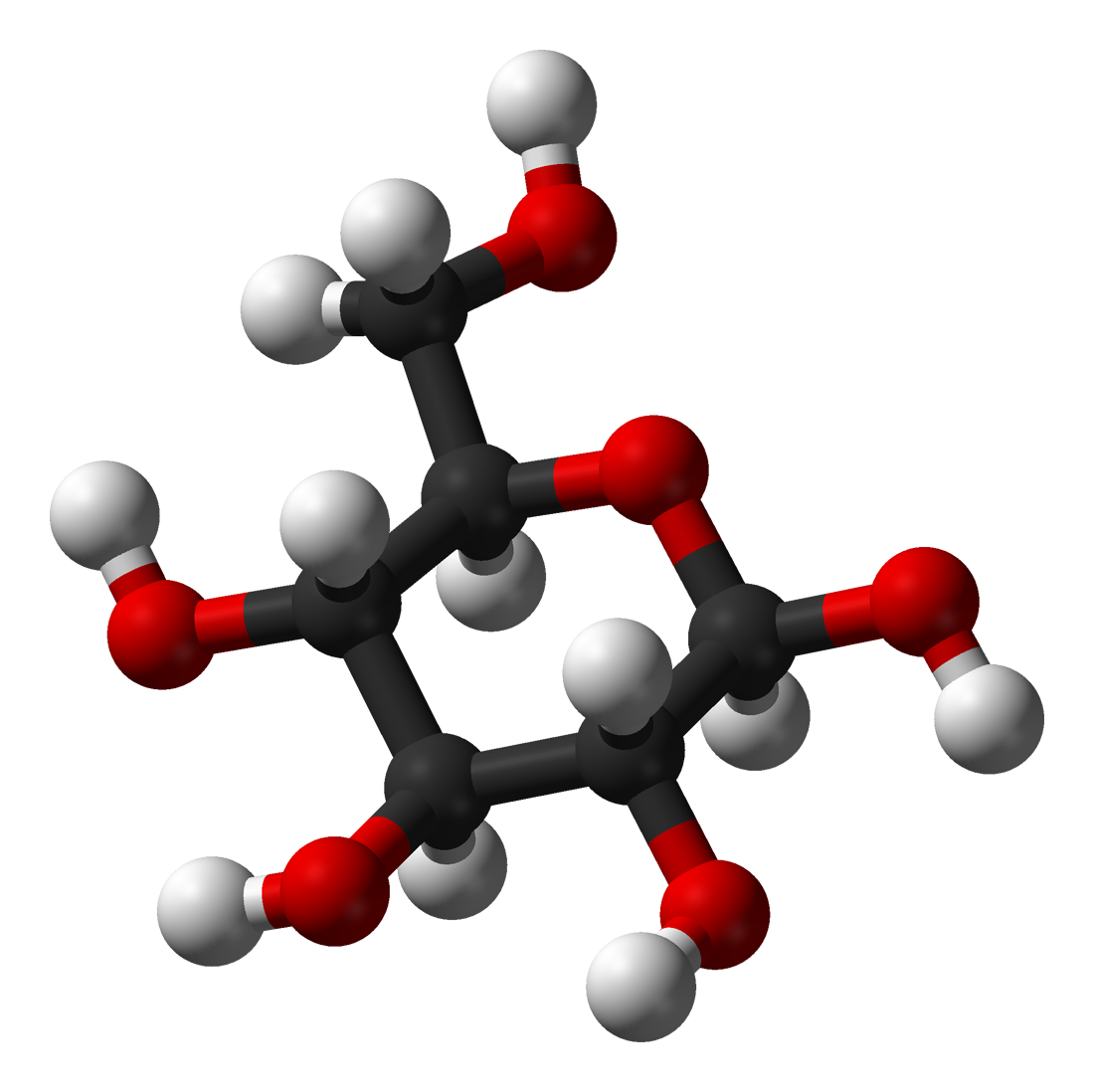
β-D- 吡喃葡萄糖

Jmol 立體圖一 （页面存档备份，存于）
Jmol 立體圖二 （页面存档备份，存于）

### 旋转异构体

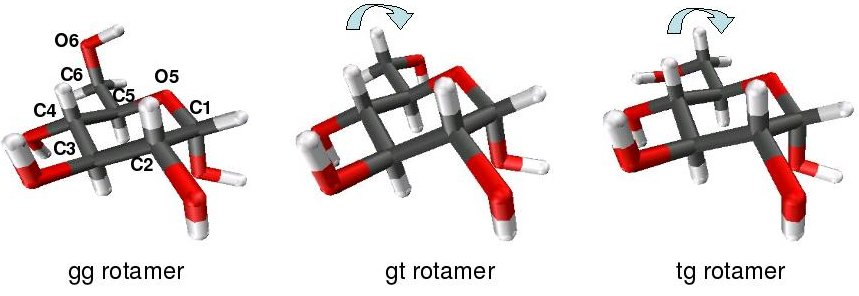
α-D-吡喃葡萄糖的旋转异构体构象

## 性质

### 还原性
葡萄糖具有还原性，著名的银镜反应就是根据这个原理进行的：
{\displaystyle {\rm {CH_{2}OH(CHOH)_{4}CHO+2Ag(NH_{3})_{2}OH{\stackrel {\Delta }{=\!=\!=\!=}}CH_{2}OH(CHOH)_{4}COONH_{4}+2Ag\downarrow +3NH_{3}+H_{2}O}}}
葡萄糖还可以与氢氧化铜反应生成氧化亚铜：
{\displaystyle {\rm {CH_{2}OH(CHOH)_{4}CHO+2Cu(OH)_{2}{\stackrel {\Delta }{=\!=\!=\!=}}CH_{2}OH(CHOH)_{4}COOH+Cu_{2}O\downarrow +2H_{2}O}}}

### 成脎
葡萄糖和苯肼反应，可以形成糖脎。

## 病理學

### 糖尿病
糖尿病的發生與胰島素的供需失衡有關。當胰島素分泌不足或細胞對胰島素的敏感度降低時，血糖就會升高。長期高血糖會進一步損害胰臟，加劇胰島素缺乏和胰島素阻抗，形成惡性循環。胰臟是負責分泌胰島素和升糖素兩種激素的器官。胰島素是一種調節血糖水平的激素，它使身體細胞能夠吸收和利用葡萄糖。沒有胰島素，葡萄糖就無法進入細胞，因此無法用作身體功能的燃料。

### 低血糖管理

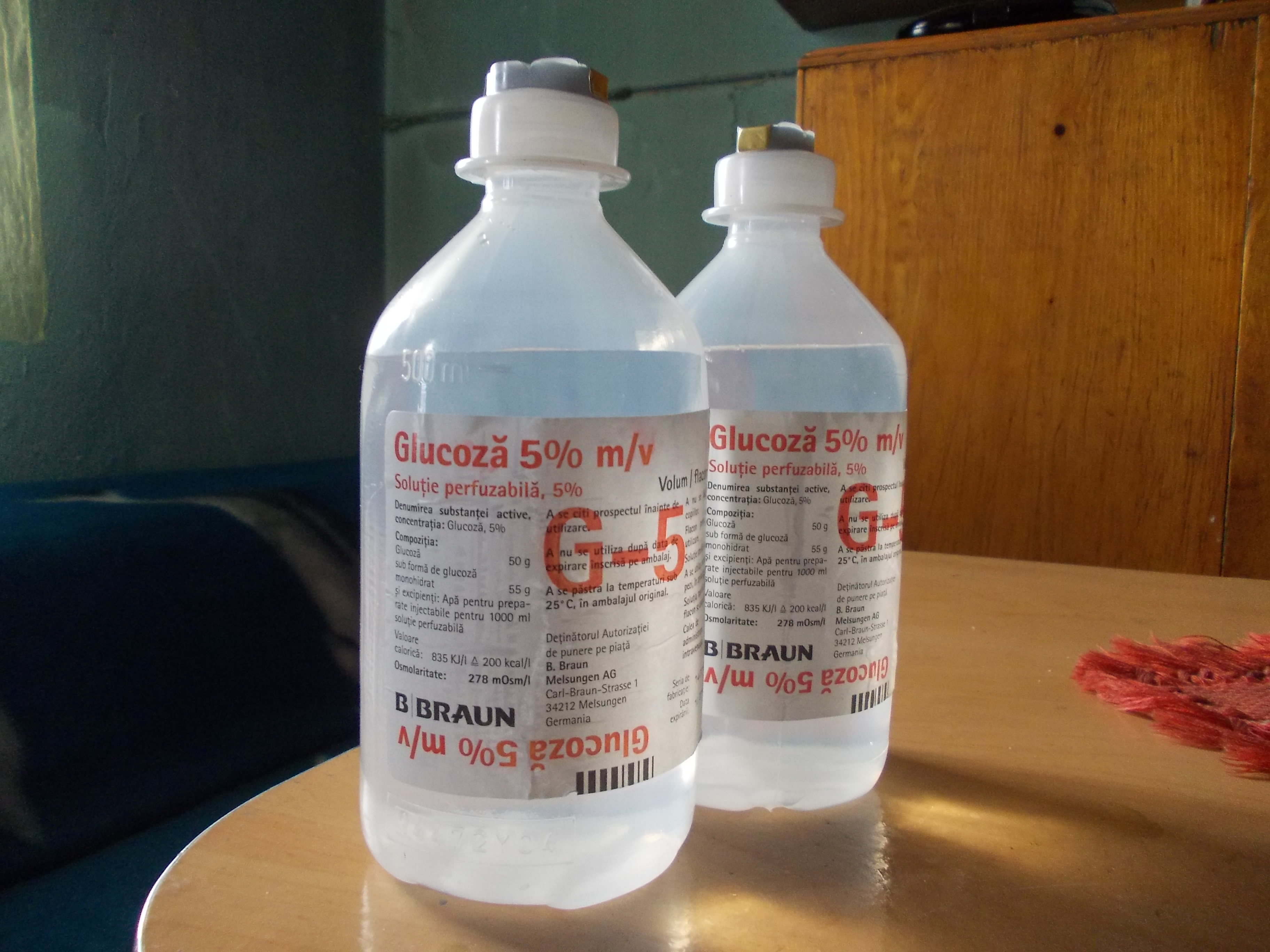
葡萄糖濃度為5%的注射液。

糖尿病或其他容易發生低血糖的患者，為應對低血糖症狀，通常會隨身攜帶一些糖，以便在血糖過低時及時補充。這些糖的形式多樣，常見的有：
- 葡萄糖片：方便攜帶和食用，可以快速升高血糖。
- 硬糖：可以含在口中慢慢融化，緩慢釋放糖分。
- 糖包：可以加入水或其他飲料中飲用。

## 來源

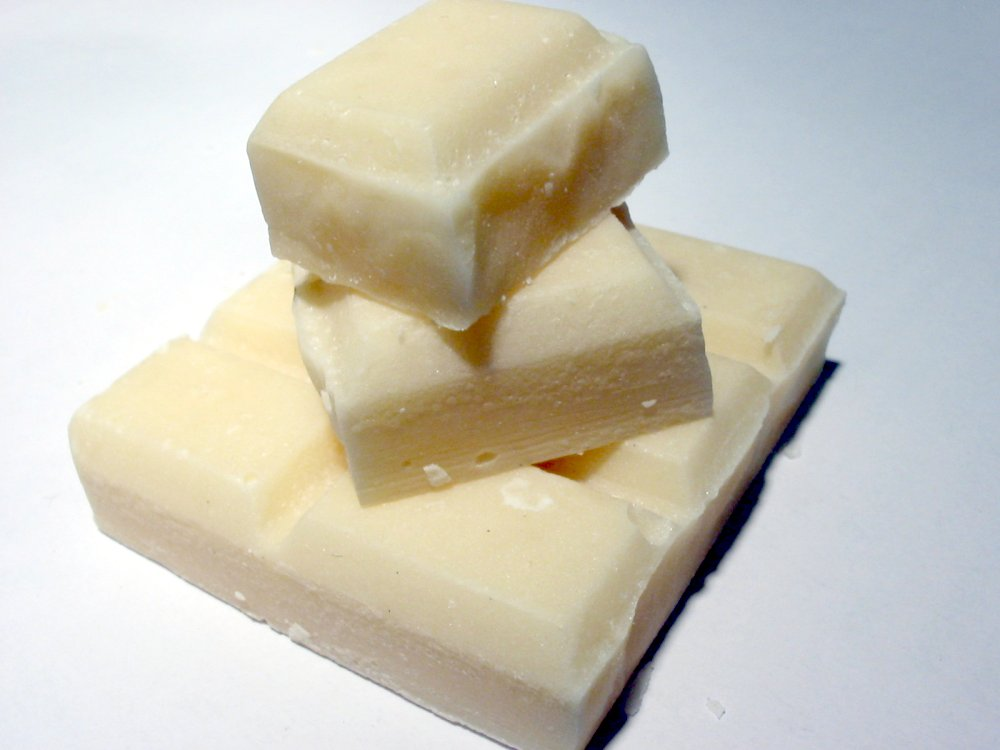
葡萄糖片

大多數飲食中的碳水化合物都含有葡萄糖，它可以是唯一的組成單位（如澱粉和肝糖），也可以和其他單醣結合（如蔗糖和乳糖）。蜂蜜的主要成分之一是未結合的葡萄糖。葡萄糖含量豐富，可從世界各地的多種天然來源中分離出來，包括羅馬的瓦勒邁杉的雄毬果、中國的梅葉冬青的根，以及加利福尼亞州稻米中的稻草。

## 功能作用

### 生活應用
葡萄糖很容易被吸收并進入血液循环，因此醫院与運動愛好者常常以其作強而有力的快速能量來源。除此之外，葡萄糖對腦部正常功能極為重要，高循环血糖濃度可產生葡萄糖強記效應（Glucose Memory Facilitation Effect），並促進記憶力和認知表現。 
若血液中的葡萄糖濃度過高，將可能導致肥胖、高血糖和糖尿病。若濃度過低可能為低血糖症或胰島素休克的徵兆。

### 糖解过程中的葡萄糖
| \| α-D-葡萄糖 \| 己糖激酶 \| 己糖激酶 \| α-D-葡萄糖-6-磷酸 \| \| \| \| \| \| \| ATP \| ADP \| \| \| \| \| \| \| \| \| \| \| \| \| \| \| \| \| \| \| \| \| \| \| |          |          |                   |
| 位于KEGG途径数据库化合物 C00031 位于KEGG途径数据库的酶2.7.1.1 位于KEGG途径数据库化合物 C00668 位于KEGG途径数据库的反应R01786                                    |          |          |                   |
| 糖解过程中的葡萄糖 |          |          |                   |
| α-D-葡萄糖 | 己糖激酶 | 己糖激酶 | α-D-葡萄糖-6-磷酸 |
| |          |          |                   |
| ATP | ADP      |          |                   |
| |          |          |                   |
| |          |          |                   |
| |          |          |                   |
| |          |          |                   |

葡萄糖代謝及其過程中的各種形式。含葡萄糖的化合物及其異構形式在腸道中被身體消化和吸收，包括澱粉、肝糖、雙醣和單醣。葡萄糖主要以肝糖的形式儲存在肝臟和肌肉中。它以游離葡萄糖的形式在組織中分佈和使用。

動物細胞會將葡萄糖以肝糖的形式儲存於平滑內質網中，過多的血液葡萄糖會在肝臟和脂肪組織中，轉換成脂肪酸和甘油三酸脂。
當血液中的葡萄糖過多，會促進胰脏分泌胰岛素。胰島素再活化乙醯輔酶A羧化酶，將乙酰辅酶A催化成丙二醯輔酶A。丙二醯輔酶A是脂肪酸的前驅物，此物質一方面會轉化成脂肪酸，另一方面會抑制粒線體外膜上肉鹼棕櫚醯轉移酶I的活性。當肉鹼棕櫚醯轉移酶被丙二醯輔酶A抑制後，細胞質的脂肪酸無法進入粒線體，造成脂肪酸無法分解而累積，使人肥胖。

### 吸收
人類攝入的葡萄糖最初與舌頭上的甜味受體結合。這種由 T1R2 和 T1R3 蛋白質組成的複合物，使得辨識含有葡萄糖的食物來源成為可能。葡萄糖主要來自食物 - 每天約有300克（11盎司）是通過食物轉化產生，但它也可在身體細胞中由其他代謝物合成。在人類中，含葡萄糖的多醣的分解部分發生在咀嚼過程中，通過唾液中含有的澱粉酶，以及小腸刷狀緣上的麥芽糖酶、乳糖酶和蔗糖酶進行。葡萄糖是許多碳水化合物的組成部分，且可使用某些酶將其分離出來。
葡萄糖得藉細胞膜蛋白穿越血液和組織間障礙，易於吸收。葡萄糖由腸道吸收或血管注射後，經在腎臟再吸收。葡萄糖從腸道吸收受許多因素影響，包括食物的成分、胃排空的速度、腸道荷爾蒙和腸道血流速度。

### 運輸
主要有兩種葡萄糖輸送者，一種在血漿中很豐富，包含血液到大腦、血液到眼睛和胎盤的障礙。它也參與胰臟和腎臟的輸送並且在肝臟中調節葡萄糖。另一種是鈉依賴輸送者，它的功能在腸道和腎臟中攜帶葡萄糖對抗濃度的坡度。葡萄糖很容易被其他的糖質營養素的糖類代謝，但是它的輸送者僅和半乳糖共用，和木糖就無法共用，例如葡萄糖輸送者較喜歡D型葡萄糖勝過於L型。

### 排泄
葡萄糖經由腎臟排泄，尿液中葡萄糖的含量很低，大約98%葡萄糖在腎小管的中被重吸收，主要在近曲小管段。

## 商業生產
工業上，葡萄糖主要通過酶促水解澱粉或酸解澱粉來生產。目前，酶促水解是主要的生產方式。生產出的葡萄糖漿（乾物質中含90%以上的葡萄糖）年產量達兩千萬噸（2011年數據）。這也是葡萄糖曾被稱為"澱粉糖"的原因。工業上生產葡萄糖使用的澱粉酶主要來自耐熱性更強的地衣芽孢桿菌和枯草桿菌。自1982年起，採用黑麴黴的支鏈澱粉酶可將支鏈澱粉轉化為直鏈澱粉，提高葡萄糖產量。反應條件為pH值4.6–5.2，溫度55–60 °C。玉米糖漿的葡萄糖含量（乾物質）為20%–95%。日式葡萄糖漿製成的水飴由蕃薯或米澱粉製成。 麥芽糊精含約20%葡萄糖。
許多作物都可作為澱粉來源，如玉米、稻米、小麥、木薯、馬鈴薯、大麥、蕃藷、玉米穗軸和西米等，世界各地都有使用。美國幾乎完全使用玉米澱粉。部分商業葡萄糖來自轉化糖漿（蔗糖分解產生的葡萄糖和果糖混合物）。纖維素理論上可水解為葡萄糖，但商業上尚未普及。

## 商業用途

各種糖的相對甜度（與蔗糖相比）

葡萄糖主要用於生產果糖和含葡萄糖食品，也用作食品的甜味劑、保濕劑和增稠劑。酒精飲料生產中，葡萄糖（如葡萄汁或麥芽）會發酵成乙醇。美國HFCS甜味（高果糖玉米糖漿（HFCS））軟飲料多使用HFCS-55（果糖含量（乾重）為 55%），其他甜味食品則多使用 HFCS-42（果糖含量（乾重）為42%）。

### 引用
1. 1 2  .   [2024-03-18]. （原始内容存档于11 December 2023）.
2. ↑  Kamide, Kenji.  1st. Amsterdam: Elsevier. 2005: 1  [2021-05-13]. ISBN 978-0-08-045444-3.
3. 1 2 3  . Biology Articles, Tutorials & Dictionary Online. 2019-10-07  [2022-05-06]. （原始内容存档于2022-05-25） （美国英语）.
4. 1 2  World Health Organization. . Geneva: World Health Organization. 2019. hdl:10665/325771 . WHO/MVP/EMP/IAU/2019.06. License: CC BY-NC-SA 3.0 IGO.
5. ↑  Marggraf. . Histoire de l'académie royale des sciences et belles-lettres de Berlin. 1747: 79-90.
6. ↑  Nobel Foundation. . （原始内容存档于2018-06-12）.
7. ↑  "Otto Meyerhof - Facts - NobelPrize.org" 的存檔，存档日期2018-07-15.. NobelPrize.org. Retrieved on 2018-09-05.
8. ↑  "Hans von Euler-Chelpin - Facts - NobelPrize.org" 的存檔，存档日期2018-09-03.. NobelPrize.org. Retrieved on 2018-09-05.
9. ↑  "Arthur Harden - Facts - NobelPrize.org" 的存檔，存档日期2018-09-03.. NobelPrize.org. Retrieved on 2018-09-05.
10. ↑  "Bernardo Houssay - Facts - NobelPrize.org" 的存檔，存档日期2018-07-15.. NobelPrize.org. Retrieved on 2018-09-05.
11. ↑  "Carl Cori - Facts - NobelPrize.org" 的存檔，存档日期2018-07-15.. NobelPrize.org. Retrieved on 2018-09-05.
12. ↑  "Gerty Cori - Facts - NobelPrize.org" 的存檔，存档日期15 July 2018.. NobelPrize.org. Retrieved on  2018-09-05.
13. ↑  "Luis Leloir - Facts - NobelPrize.org" 的存檔，存档日期2018-07-15.. NobelPrize.org. Retrieved on 2018-09-05.
14. ↑  李瑞波. . 牡丹江师范学院学报(自然科学版). 2006, (3): 37–38. ISSN 1003-6180. doi:10.13815/j.cnki.jmtc(ns).2006.03.024. CNKI MDJZ200603023.
15. ↑  Röder PV, Wu B, Liu Y, Han W. . Exp. Mol. Med. 2016, 48 (3, March): e219–. PMC 4892884 . PMID 26964835. doi:10.1038/emm.2016.6.
16. ↑  Estela, Carlos (2011) "Blood Glucose Levels," Undergraduate Journal of Mathematical Modeling: One + Two: Vol. 3: Iss. 2, Article 12.
17. ↑  . The Nutrition Source. 2013-08-05  [2017-01-30]. （原始内容存档于2017-01-30） –Harvard T.H. Chan School of Public Health （美国英语）.
18. ↑  Venditti, Alessandro; Frezza, Claudio; Vincenti, Flaminia; Brodella, Antonia; Sciubba, Fabio; Montesano, Camilla; Franceschin, Marco; Sergi, Manuel; Foddai, Sebastiano; Di Cocco, Maria Enrica; Curini, Roberta; Delfini, Maurizio; Bianco, Armandodoriano; Serafini, Mauro. . Phytochemistry. February 2019, 158: 91–95. Bibcode:2019PChem.158...91V. PMID 30481664. doi:10.1016/j.phytochem.2018.11.012.
19. ↑  Lei, Yu; Shi, She-Po; Song, Yue-Lin; Bi, Dan; Tu, Peng-Fei. . Chemistry & Biodiversity. May 2014, 11 (5): 767–775. PMID 24827686. doi:10.1002/cbdv.201300155.
20. ↑  Balan V, Bals B, Chundawat SP, Marshall D, Dale BE. . . Methods in Molecular Biology 581. 2009: 61–77. ISBN 978-1-60761-213-1. PMID 19768616. doi:10.1007/978-1-60761-214-8_5.
21. ↑  Smith MA1, Riby LM, Eekelen JA, Foster JK. . Neuroscience & Biobehavioral Reviews. 2011, 35(3): 770-783  [2016-10-10]. PMID 20883717. doi:10.1016/j.neubiorev.2010.09.008. （原始内容存档于2020-05-18）.
22. 1 2 3  武, 林. . 臺南市: 翰林出版事業股份有限公司.
23. ↑  .   [2024-03-18]. （原始内容存档于6 December 2022）.
24. 1 2  Peter C. Heinrich: Löffler/Petrides Biochemie und Pathobiochemie. Springer-Verlag, 2014, ISBN 978-3-642-17972-3, p. 404.
25. 1 2 3 4 5 6 7  P. J. Fellows: Food Processing Technology. Woodhead Publishing, 2016, ISBN 978-0-081-00523-1, p. 197.
26. ↑  Thomas Becker, Dietmar Breithaupt, Horst Werner Doelle, Armin Fiechter, Günther Schlegel, Sakayu Shimizu, Hideaki Yamada: Biotechnology, in: Ullmann's Encyclopedia of Industrial Chemistry, 7th Edition, Wiley-VCH, 2011. ISBN 978-3-527-32943-4. Volume 6, p. 48.
27. 1 2 3  The Amylase Research Society of Japan: Handbook of Amylases and Related Enzymes. Elsevier, 2014, ISBN 978-1-483-29939-6, p. 195.
28. ↑  Madsen, G. B.; Norman, B. E.; Slott, S. . Starch - Stärke. 1973, 25 (9): 304–308. doi:10.1002/star.19730250906.
29. ↑  Norman, B. E. . Starch - Stärke. 1982, 34 (10): 340–346. doi:10.1002/star.19820341005.
30. ↑  . Academic Press. 2015: 239. ISBN 978-0-12-384953-3. （原始内容存档于2018-02-23） （英语）.
31. ↑  James N. BeMiller, Roy L. Whistler. . Food Science and Technology 3rd. New York: Academic Press. 2009. ISBN 978-0-08-092655-1.
32. ↑  BeMiller, James N.; Whistler, Roy L. (编). . Food Science and Technology 3rd. New York: Academic Press. 2009  [25 November 2016]. ISBN 978-0-08-092655-1.
33. ↑  Alan Davidson: Oxford Companion to Food (1999). "Mizuame", p. 510 ISBN 0-19-211579-0.
34. ↑  Alan Davidson: The Oxford Companion to Food. OUP Oxford, 2014, ISBN 978-0-191-04072-6, p. 527.
35. ↑  Schenck, Fred W. . . 2006. ISBN 978-3-527-30673-2. doi:10.1002/14356007.a12_457.pub2.
36. ↑  . Learning, Food Resources. food.oregonstate.edu. Oregon State University, Corvallis, OR. 2012-05-23  [2018-06-28]. （原始内容存档于2011-07-18）.
37. ↑  . US Food and Drug Administration. 5 November 2014  [18 December 2017]. （原始内容存档于25 January 2018）.

### 书籍
- 5th ed.

## 外部連結
- 维基共享资源上的相關多媒體資源：葡萄糖